# Lófej-köd
A Lófej-köd (más néven Barnard 33) egy sötét felhő az Orion csillagképben.

## Felfedezése
A ködöt Edward Barnard fedezte fel 1899-ben. Híres sötétköd-katalógusában a 33-as számot adta neki, innen ered a Barnard 33 megnevezés. Nevét alakjáról kapta.

## Tudományos adatok

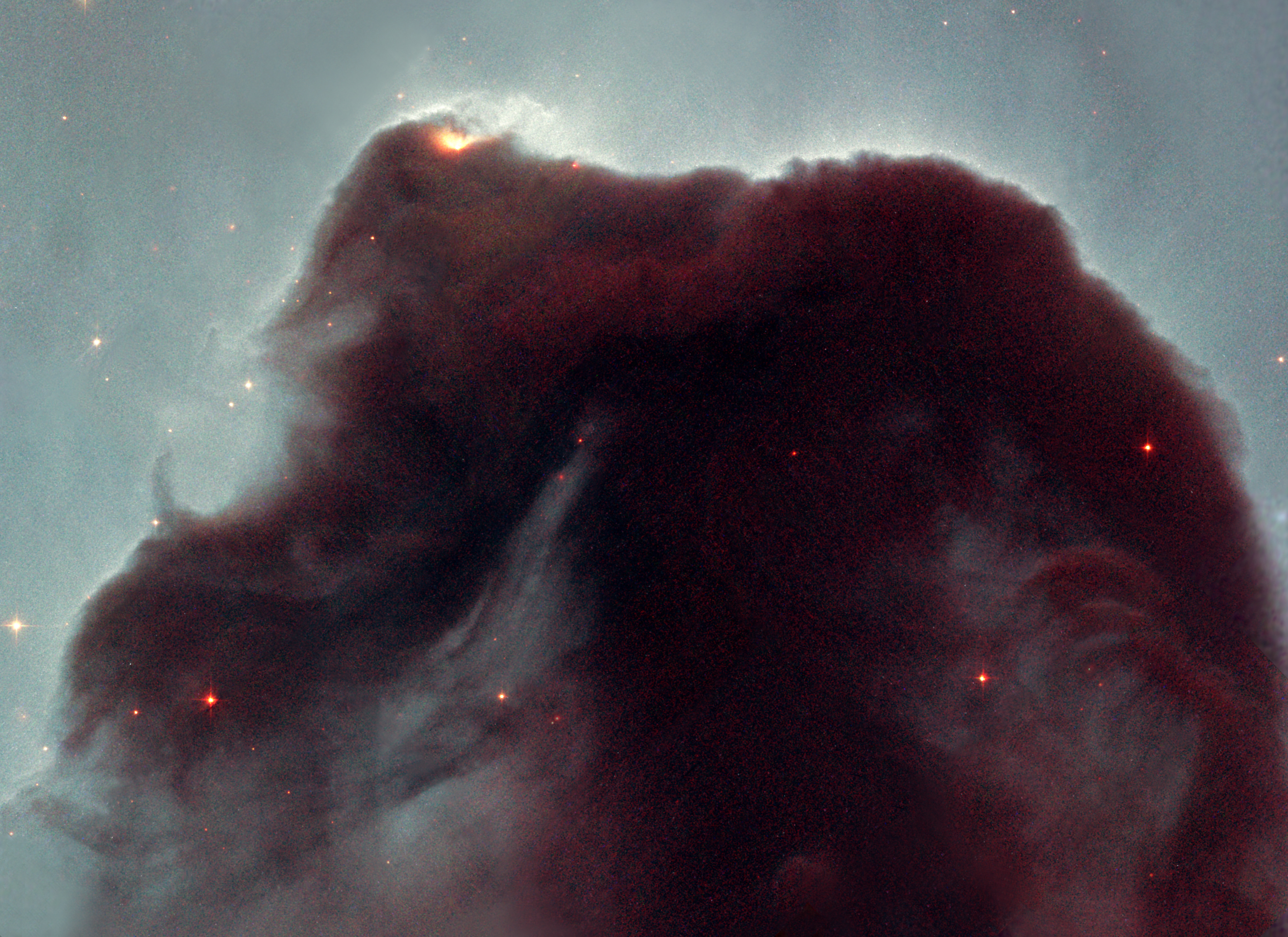
A képeket a Hubble űrtávcső készítette.

Az egyik leglátványosabb sötét felhő az Orion csillagképbeli Lófej-köd, vagy más néven a Barnard 33 felhő. A valóban lófejre hasonlító köd az IC 434 világító köd előtt (aminek köszönhető, hogy látszik), az Orion öve legdélibb csillaga, a Dzéta Orionis közelében helyezkedik el.
Az IC 434 világító gázköd valamivel messzebb van, olyan 1600 fényévre, és a közelében lévő óriáscsillag, a Dzéta Orionis erős ultraibolya sugárzása gerjeszti fénykibocsátásra.  Egyesek úgy vélik, hogy a két objektum ütközésének vagyunk tanúi, és az ebből származó energia jelenik meg fény formájában. A köd anyagában jelenleg is csillagok születnek.

## Megfigyelési lehetőség
Megfigyelése elég nehéz, minimális fényszennyezettség mellett egy legalább 15–20 cm-es távcsőre van szükségünk.